# Sant’Antonin

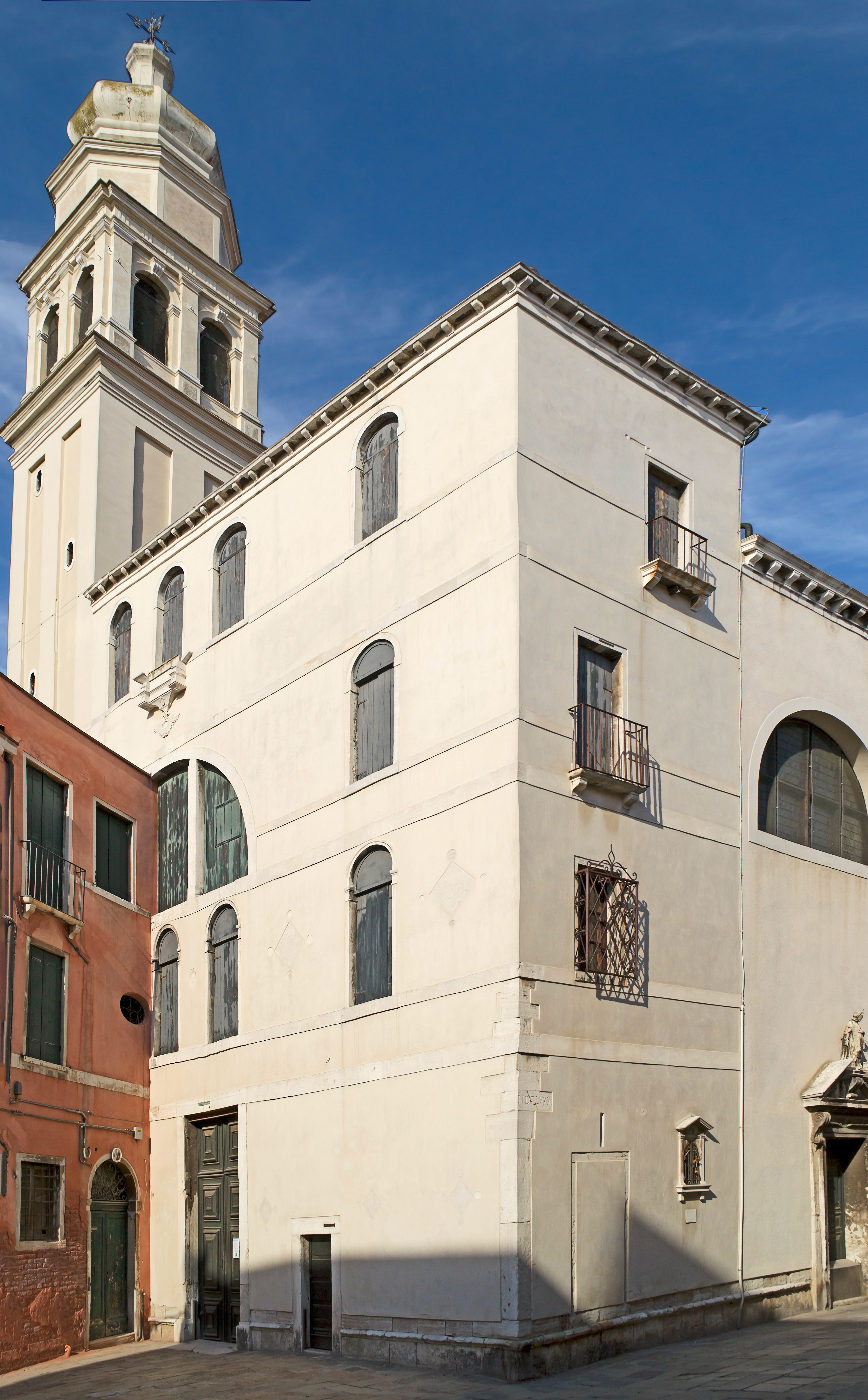
Die Kirche im Osten Venedigs mit ihrem Glockenturm

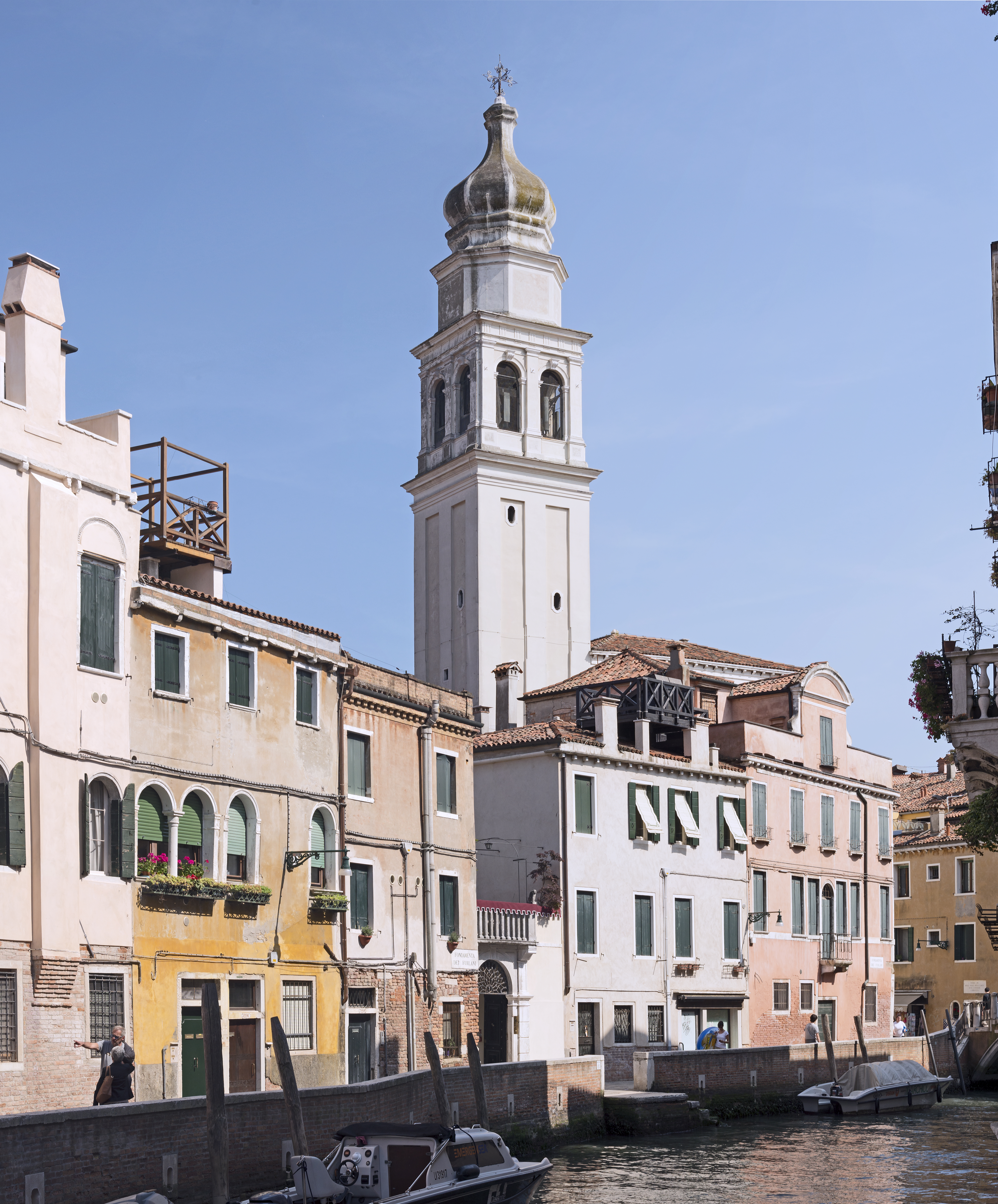
Blick auf die Kirche vom Ponte della commenda

Sant’Antonin ist eine Pfarrkirche der Gemeinde Santa Maria Formosa im venezianischen Sestiere Castello. Sie befindet sich an der gleichnamigen Salizzada. Sie ist dem altkirchlichen Märtyrer Antoninus geweiht.

## Geschichte
Die Kirche soll der Überlieferung nach bereits im 7. Jahrhundert durch die Familie Badoer gegründet worden sein, die sich auf die Particiaco zurückführte, die eine Reihe der frühen Dogen stellte. Es lässt sich jedoch keine entsprechende Quelle finden. 
Die Kirche wurde im 12./13. Jahrhundert umgebaut und besaß einen Basilikagrundriss, der sich auf der im Jahr 1500 fertiggestellten Stadtansicht des Jacopo de’ Barbari gut erkennen lässt.
Möglicherweise durch Baldassare Longhena, an dessen Stil die Umbauarbeiten erinnern, wurde das Gebäude barockisiert. Unter Aufsicht des Pfarrers Domenico David begannen die Arbeiten 1668 und wurden 1680 abgeschlossen. Der Campanile, der 1442 einem Brand zum Opfer gefallen war, wurde durch einen massiven Glockenturm ersetzt. Der jetzige Campanile entstand um 1750 zur Zeit des Pfarrers Antonio Fusarini († 1762).
Unter Napoleon, der zahlreiche Gemeinden auflösen ließ, wurde die Gemeindekirche zunächst San Zuane in Bragora zugeschlagen. Heute gehört sie zur Gemeinde Santa Maria Formosa.
1819 wurde die Kirche international durch ein ungewöhnliches Ereignis bekannt. Ein Elefant (siehe Elefanten von Garnier) brach aus, als er nach Mailand transportiert werden sollte, floh und wurde in Sant'Antonin erschossen. So berichtet Georg von Martens noch fünf Jahre später: „Hier fand er den 16ten März 1819 den Tod. Garner wollte ihn auf einen Trabaccolo einschiffen, um ihn nach Mailand zu führen. Der Elephant versuchte fünfmal das Schiff zu besteigen, die Brücke wich aber jedesmal unser (sic!) seiner ungeheuren Last, er wurde scheu und kehrte wieder um. Durch die Schläge und Stöße seiner Aufseher gereizt, ergriff er mit dem Rüssel einige Bretter seiner Hütte und schleuderte sie gegen seine Verfolger. Einer dieser Aufseher, Camillo Rosa von Rovigo, versuchte nun den hungrigen Elephanten durch Vorhalten von Futter zu locken, welches er ihm immer wieder entzog. Darüber erzürnt, ergriff dieser den Unglücklichen, warf ihn zu Boden und trat ihn todt. Jetzt wandte er sich zu einer Obstbude und leerte ihre Aepfelkörbe. Als das herbeigeholte Militär einige Musketensalven auf ihn abfeuerte, nahm er die Flucht und gerieth in eine enge Gasse ohne Ausgang (Calle del Forno). Am Ende derselben erbrach er die Thüre eines Hauses, gieng hinein und versuchte, eine hölzerne Treppe hinaufzusteigen, die unter seiner Last zusammenbrach. Er stürzte unter zahlreichen Musketenschüssen, man glaubte ihn todt, aber ha!;! stand er unversehrt wieder auf, brach durch die starke Thüre der Kirche Sant'Antonino und suchte sich in derselben von zusammengetragenen Betstühlen eine Verschanzung anzulegen, bis er endlich durch eine in die Mauer der Kirche gemachte Oefnung mit einer Kanone erlegt wurde. Die Kugel blieb, obschon aus einer Entfernung von wenigen Schritten abgeschossen, in dem ungeheuern Körper stecken, der 4622 Pfund wog.“

## Beschreibung
Um 1500 besaß die Kirche einen dreischiffigen basilikalen Grundriss. Heute ist der Innenraum auf einem quadratischen Grundriss errichtet, an dessen Enden sich Altäre befinden. Die Fassade ist äußerst schlicht gehalten und wird vor allem durch das einfache Portal und ein halbkreisförmiges Fenster gegliedert. Die rechte Seite blickte bis zum 18. Jahrhundert auf einen Rio, wie die Kanäle in Venedig genannt werden, doch wurde dieser zugeschüttet und bildet heute die Salizada, die den Namen der Kirche trägt.
Das Eingangsportal öffnet sich in ein kleines Vestibül, das zum Schiff hin geöffnet ist. Darüber befindet sich der barco, in Venedig auch „coro delle Matrone“ genannt, weil sich dort die Frauen versammelten. 1467 entstand ein hölzerner Chor durch einen „Meister Jacopo“.
Die dem heiligen Saba geweihte Kapelle scheint von Alessandro Vittoria mit Fresken ausgestattet worden zu sein, während an der Decke durch Sebastiano Ricci das Werk San Saba e Sant'Antonin entstand. Auf dem Altar befindet sich Cristo deposto e le Marie von Lazzaro Bastiani (1429–1512) aus dem 15. Jahrhundert, das sich ursprünglich in der Chiesa di San Severo befand. Die besagte San-Severo-Kirche wurde 1808 aufgehoben.
Die Familie, die das Patronat über die Kirche innehatte, waren die Tiepolo, die Werke von Jacopo Palma dem Jüngeren über das Leben der heiligen Saba besaß. In der dem Heiligen geweihten Kapelle befinden sich Werke aus Akkon, die der Doge Lorenzo Tiepolo gestiftet hatte. Die Büste des Alvise Tiepolo, ein Werk des Alessandro Vittoria, befindet sich gleichfalls dort.